# Pagre
El pagre, pargo (Tortosa, Castelló) o pagra <fem.> (Mallorca) i pàguera (Mallorca) (Pagrus pagrus) és un peix de l'ordre dels perciformes i de la família dels espàrids que és comestible però també rar. La forma jove es denomina pargotí o pargolí.

## Morfologia
- Talla: màxima 82 cm, comuna entre 20 i 60 cm.
- Cos oval i moderadament alt.
- Perfil dorsal convex, lleugerament abrupte, davant de l'ull; de 6 a 7 fileres d'escates sobre les galtes; preopercle nu; boca baixa, llavis gruixuts; grans dents caniniformes, 4 superiors i 6 inferiors, seguides per unes altres més petites, que passen a ser molariformes a la part de darrere.
- De 14 a 18 branquispines sobre el primer arc branquial.
- Línia lateral que consta de 50 a 56 escates.
- Una sola aleta dorsal amb una part espinosa i una altra formada per radis tous; les dues primeres espines no són més curtes que les següents, que no són filamentoses.
- L'anal, amb tres espines i radis tous.
- Les pectorals, grans i falcades.
- Les ventrals toràciques, amb una espina i cinc radis tous.
- Aleta caudal bifurcada.
- El color és rosat, amb reflexos argentats.
- Una taca fosca al cap (des de la nuca fins a l'extrem posterior de la boca); una petita taca a la base de les pectorals; punts de color blavós sobre la part superior dels flancs; aleta caudal de color rosat més fosc, amb les dues puntes de la cua blanques.
- Sense cap taca negra sobre l'origen de la línia lateral, ni cap banda frontal daurada.

## Comportament
Espècie demersal sobre fons durs (roca o conglomerats) i sorra; els joves sobre herbers de fanerògames fins als 250 m, més comuna fins als 100m.
Solitari, però els joves poden formar grups petits.

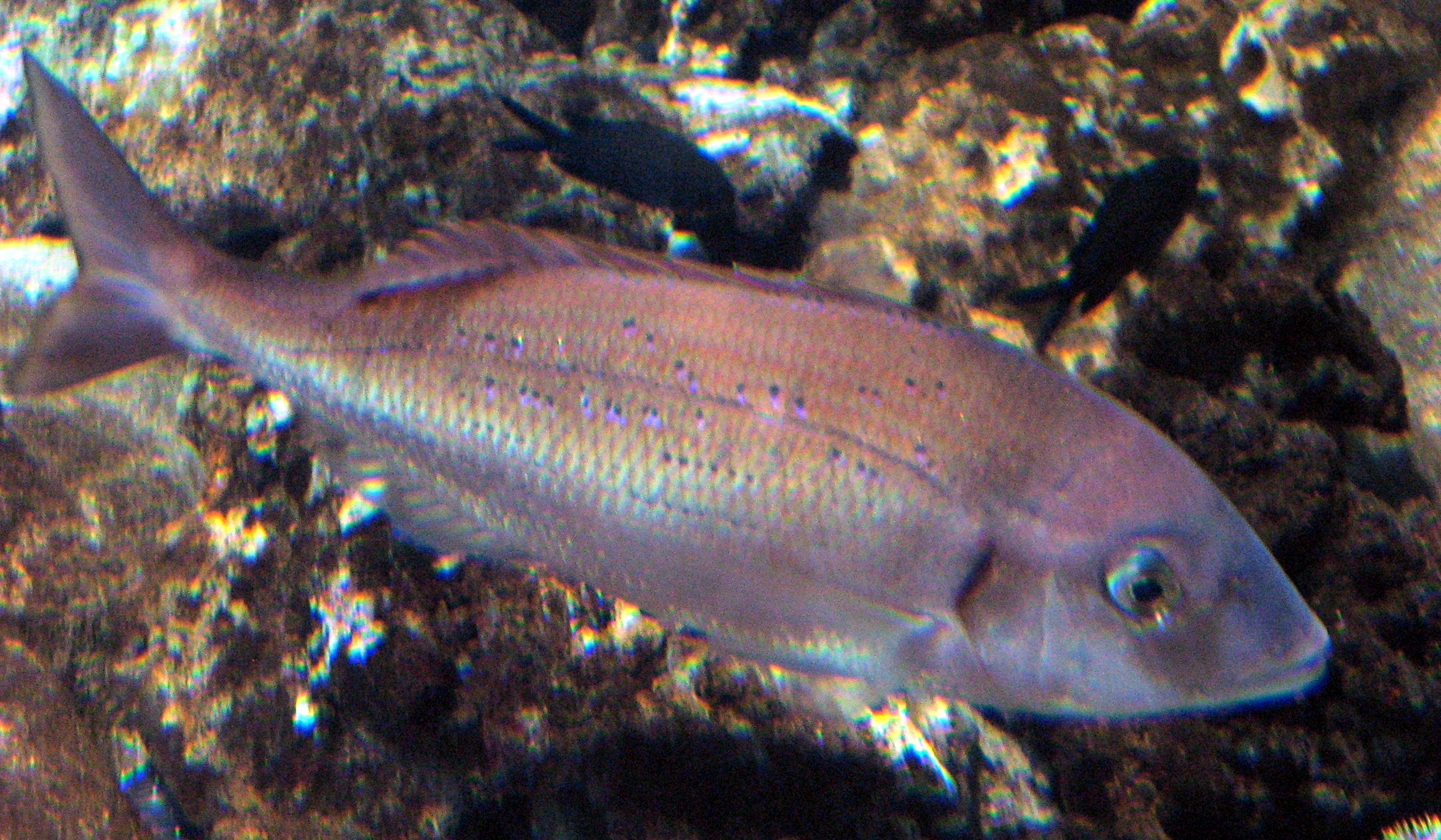
Pagre.

## Alimentació
S'alimenta de peixos, crustacis i mol·luscs.

## Reproducció
Madura quan té 24 cm i la reproducció es dona entre abril i juny.

## Distribució geogràfica
S'estén arreu de la Mediterrània excepte a la mar Negra. A l'Atlàntic Oriental (des del sud de les Illes Britàniques -on és rara- i Portugal fins a Mauritània i el Senegal, incloent-hi les illes de Madeira i Canàries). També es troba a l'Atlàntic Occidental.

## Pesca
Espècie comercial de carn bastant apreciada. Es captura amb gran varietat d'arts i ormeigs com són els tremalls i palangres de fons, nanses, al volantí, pesca amb arpó i arts d'arrossegament.
Talla mínima legal de captura: 18 cm.
També són venuts com a pagres d'altres espècies com ara el pagre roig o Pagrus africanus i el pagre de bandes o Pagrus auriga.